# Škoda 100
Škoda 100/110 – samochód osobowy produkowany w zakładach Škody w Mladá Boleslav w latach 1969 - 1977. Pojazd zaprezentowano oficjalnie w sierpniu 1969 roku. W latach 1969–1977 powstało 819 787 egzemplarzy modelu 100 i 259 921 egzemplarzy modelu 110 (1 079 708 egzemplarzy obu modeli łącznie).
Model 100 stworzono bazując na rozwiązaniach konstrukcyjnych znanych ze Škody 1000 MB. Od swojego poprzednika przejął on szereg podzespołów i przede wszystkim koncepcję umieszczonego podłużnie nad tylną osią rzędowego silnika OHV o pojemności jednego litra.
Na podstawie Škody 100 stworzono model 110 z mocniejszym silnikiem o pojemności 1107 cm³. Model 110 występował w wersjach L – Lux i SL – Super Lux. Różniły się one wyposażeniem (SL miała bogatsze) oraz mocą maksymalną silnika, która wynosiła odpowiednio 48 i 52 KM.
W małych seriach wytwarzano także bazujące na modelu 110 rajdowe pojazdy Škoda 110 L Rallye, Škoda 120 S oraz Škoda 130 RS.
W roku 1972 modele 100 oraz 110 przeszły drobną modernizację karoserii, polegającą na zastosowaniu klamek kasetowych oraz poprawieniu przewietrzania wnętrza przez montowany w tylnym słupku wywietrznik.

## Škoda 110 R Coupé
W roku 1970 filii zakładów w Kvasinach rozpoczęto produkcję dwudrzwiowego coupé Škoda 110 R. Pojazd zaprezentowano na trwających w dniach 5-14 września 1970 roku targach w Brnie. Produkcja tej sportowej wersji trwała do 30 grudnia 1980 roku.
Samochód pod względem konstrukcyjnym był niemal identyczny z modelem 110, główną zmianą był wygląd nadwozia. Z przodu pojazdu zastosowano szerszy chromowany pas pomiędzy reflektorami, nad lewym przednim kołem umieszczono stylizowaną literkę "K" oznaczającą fabrykę w Kvasinach. Nadwozie było niższe o 4 cm od wersji sedan, zastosowano szerokie drzwi ułatwiające wsiadanie do tylnego rzędu siedzeń. W porównaniu z modelem 100 zastosowano mniejsze koło kierownicy. Samochód był cięższy od konstrukcyjnego pierwowzoru, co w połączeniu z silnikiem o niezmienionej mocy nie gwarantowało lepszych osiągów.

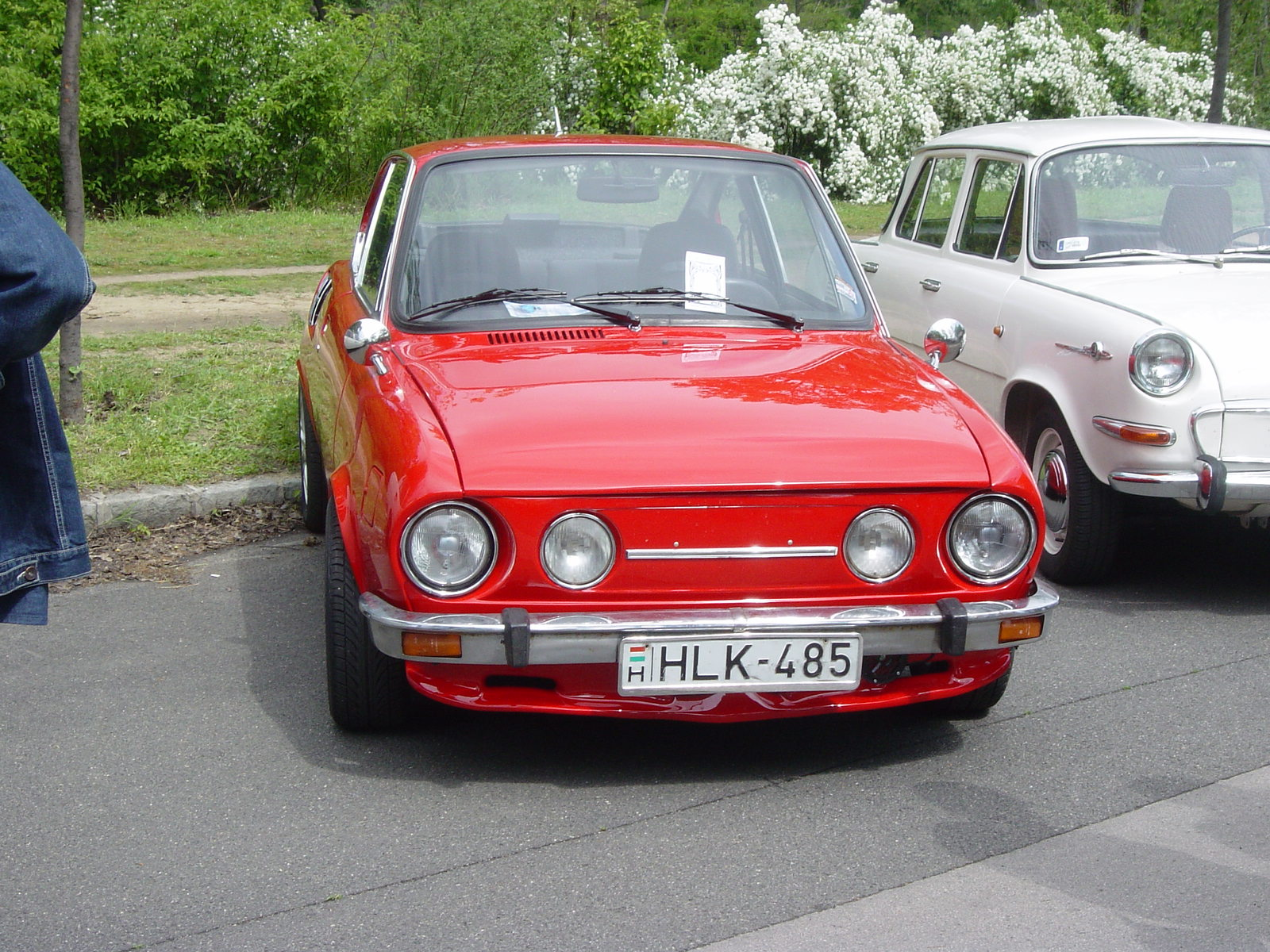
Przód nadwozia
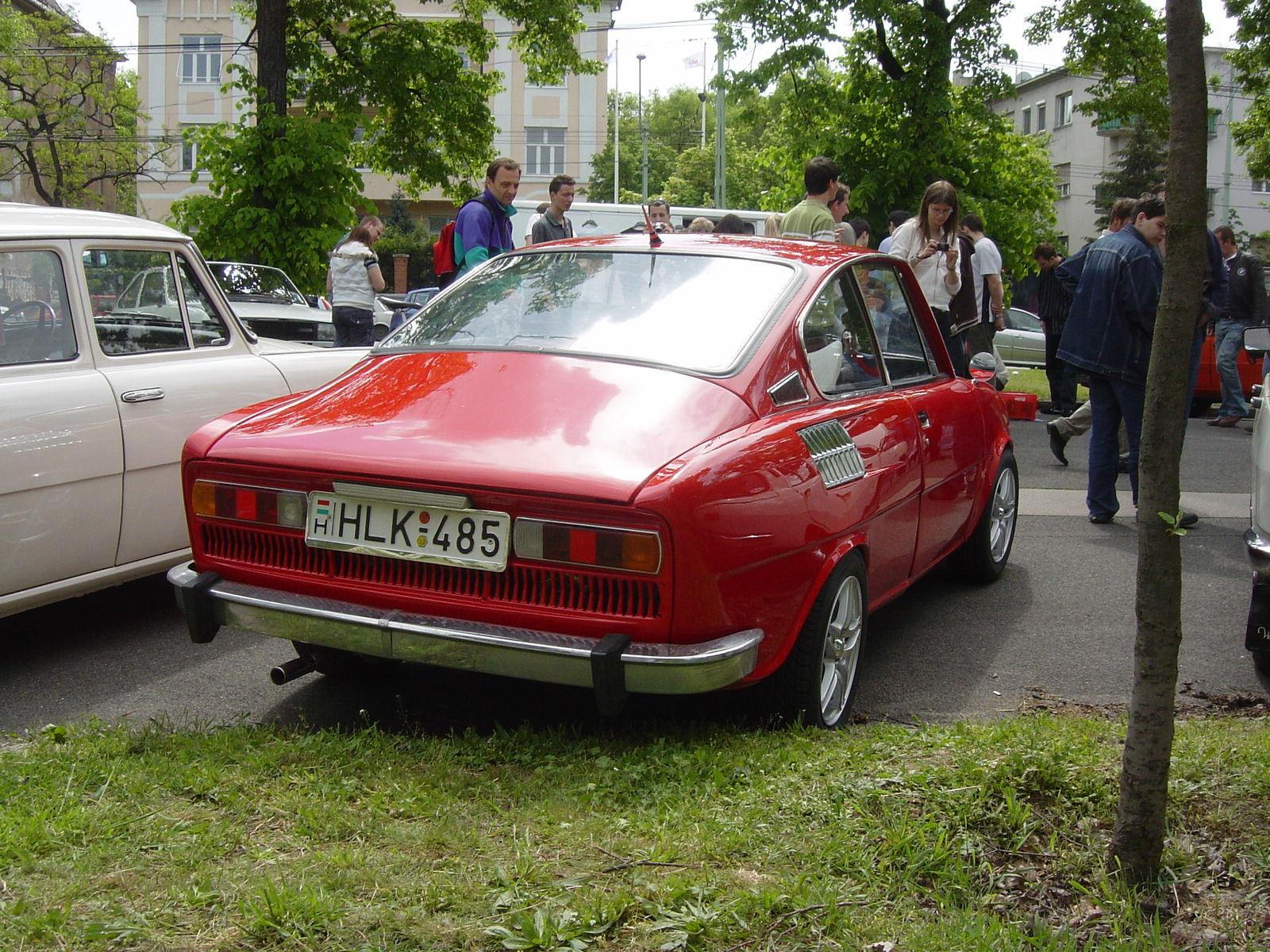
Tył nadwozia
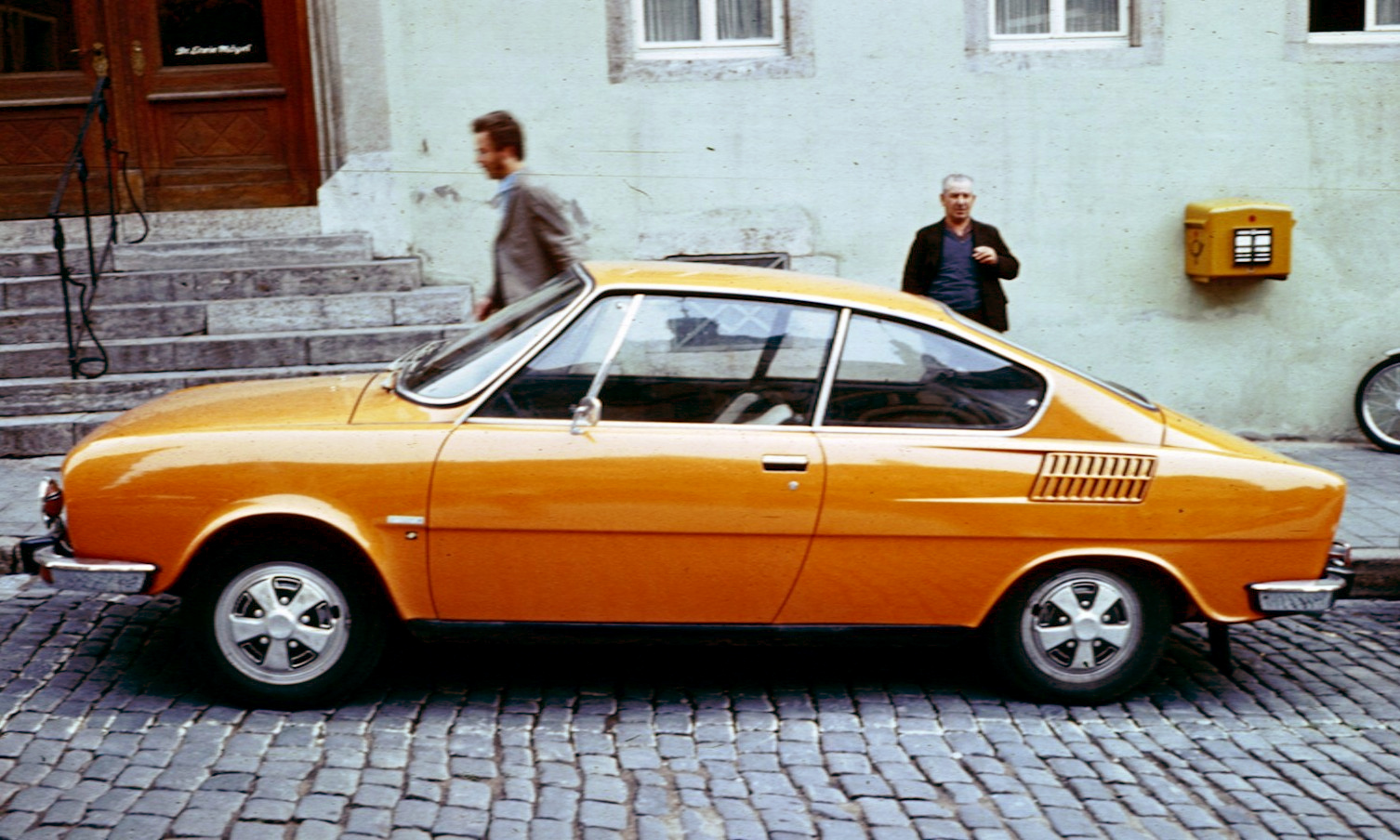
Widok z boku
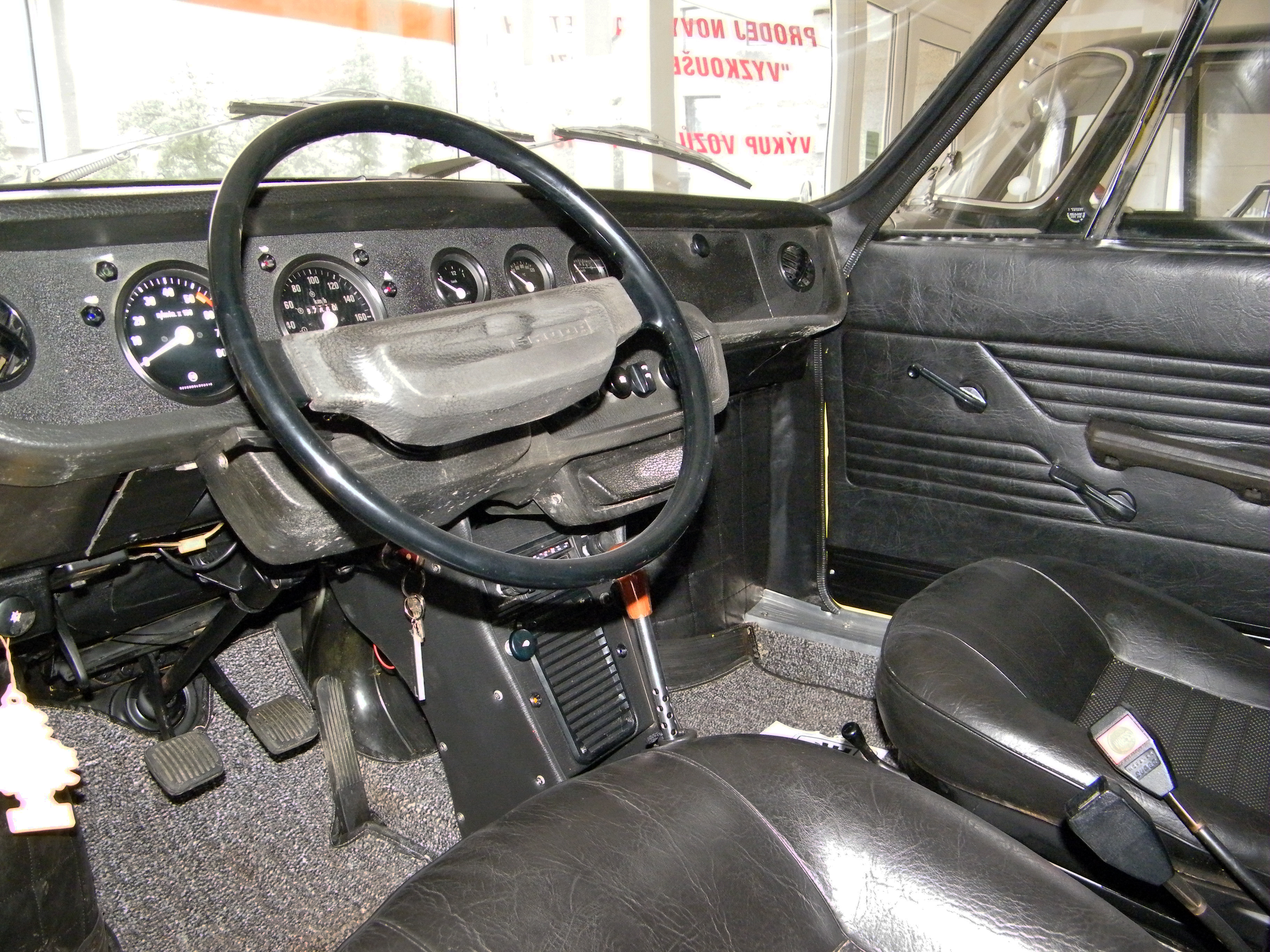
Deska rozdzielcza

## Dane techniczne

### 1969 S100
Źródło:

#### Silnik
- R4 1,0 l (988 cm³), 2 zawory na cylinder, OHV
- Układ zasilania: gaźnik
- Średnica cylindra × skok tłoka: 68,00 mm × 68,00 mm
- Stopień sprężania: 8,3:1
- Moc maksymalna: 42 KM (30,9 kW) przy 4650 obr./min
- Maksymalny moment obrotowy: 70,6 N•m przy 2800 obr./min

#### Osiągi
- Przyspieszenie 0-100 km/h: 24,0 s
- Prędkość maksymalna: 125 km/h

#### Inne
- Prześwit: 175 mm
- Promień skrętu: 5,1 m
- Rozstaw kół tył / przód: 1250 / 1280 mm
- Opony: 155 SR14

### 1969 S110 R Coupe
Źródło:

#### Silnik
- R4 1,1 l (1107 cm³), 2 zawory na cylinder, OHV
- Układ zasilania: gaźnik
- Średnica cylindra × skok tłoka: 71,00 mm × 68,00 mm
- Stopień sprężania: 9,5:1
- Moc maksymalna: 52 KM (38 kW) przy 4650 obr./min
- Maksymalny moment obrotowy: 86,3 N•m przy 3500 obr./min

#### Osiągi
- Przyspieszenie 0-80 km/h: 13,4 s
- Przyspieszenie 0-100 km/h: 18,5 s
- Prędkość maksymalna: 145 km/h
- Zużycie paliwa: 8,5 l / 100 km (przy prędkości 90 km/h)

#### Inne
- Układ hamulcowy: dwuobwodowy, oś przednia: hamulce tarczowe, oś tylna: bębny, hamulec pomocniczy mechaniczny działający na oś tylną
- Zawieszenie tył: amortyzatory teleskopowe, sprężyny śrubowe i wahacze wzdłużne
- Zawieszenie przód: sprężyny śrubowe, wahacze poprzeczne, amortyzatory teleskopowe oraz stabilizator
- Promień skrętu: 5,1 m
- Rozstaw kół tył / przód: 1250 / 1280 mm
- Opony: 155 SR14 radialne

### 1971 110 LS
Źródło:

#### Silnik
- R4 1,1 l (1107 cm³), 2 zawory na cylinder, OHV
- Układ zasilania: gaźnik
- Średnica cylindra × skok tłoka: 71,00 mm × 68,00 mm
- Stopień sprężania: 9,5:1
- Moc maksymalna: 52 KM (38 kW) przy 4650 obr./min
- Maksymalny moment obrotowy: 87 N•m przy 3500 obr./min

#### Osiągi
- Przyspieszenie 0-100 km/h: 20,0 s
- Prędkość maksymalna: 140 km/h

#### Inne
- Prześwit: 175 mm
- Promień skrętu: 5,1 m
- Rozstaw kół tył / przód: 1251 / 1283 mm
- Opony: 155 SR14

## Poziom produkcji
| Model  | Typ   | Liczba wyprodukowanych egzemplarzy |
| ------ | ----- | ---------------------------------- |
| 100    | 722   | 602 020                            |
| 100 L  | 722   | 217 767                            |
| 110 L  | 717   | 219 864                            |
| 110 LS | 719   | 40 057                             |
| 110 R  | 718 K | 56 902                             |
| 120 S  | 728   | 100                                |
| 130 RS | 735   | 65                                 |